# Jiří Lehovec
Jiří Lehovec (3. ledna 1909, Praha – 11. prosince, 1995 Praha) byl český dokumentarista, filmový režisér a fotograf.

## Život a dílo
Od roku 1927 psal články o filmu do novin. V roce 1930 začal spolupracovat s Alexandrem Hackenschmiedem a Ladislavem Emilem Berkou, se kterými poprvé vystavil své fotografie. Fotografování se věnoval do roku 1938, poté se soustředil na film. Již v roce 1935 však natočil pro divadlo D34 filmový doprovod pro inscenaci Máchova Máje.
V letech 1965–1983 a 1990–1995 učil dokumentární film na FAMU.